# Skip Schumaker
Jared Michael Schumaker dit Skip Schumaker (né le 3 février 1980 à Torrance, Californie, États-Unis) est un ancien joueur de la Ligue majeure de baseball. 
Il évolue aux postes de voltigeur et de joueur de deuxième but de 2005 à 2015. Avec les Cardinals de Saint-Louis, il remporte la Série mondiale 2011. 

## Carrière

### Cardinals de Saint-Louis
Après des études secondaires à la Aliso Niguel High School de Aliso Viejo (Californie) où il brille en baseball en en football américain, Skip Schumaker suit des études supérieures à l'Université de Californie à Santa Barbara où il porte les couleurs des UC Santa Barbara Gauchos de 1999 à 2001.  
Il est repêché le 5 juin 2001 par les Cardinals de Saint-Louis au cinquième tour de sélection et perçoit un bonus de 155 000 dollars à la signature de son premier contrat professionnel le 26 juin 2001. 
Il passe quatre saisons en Ligues mineures avant d'effectuer ses débuts en Ligue majeure le 8 juin 2005.

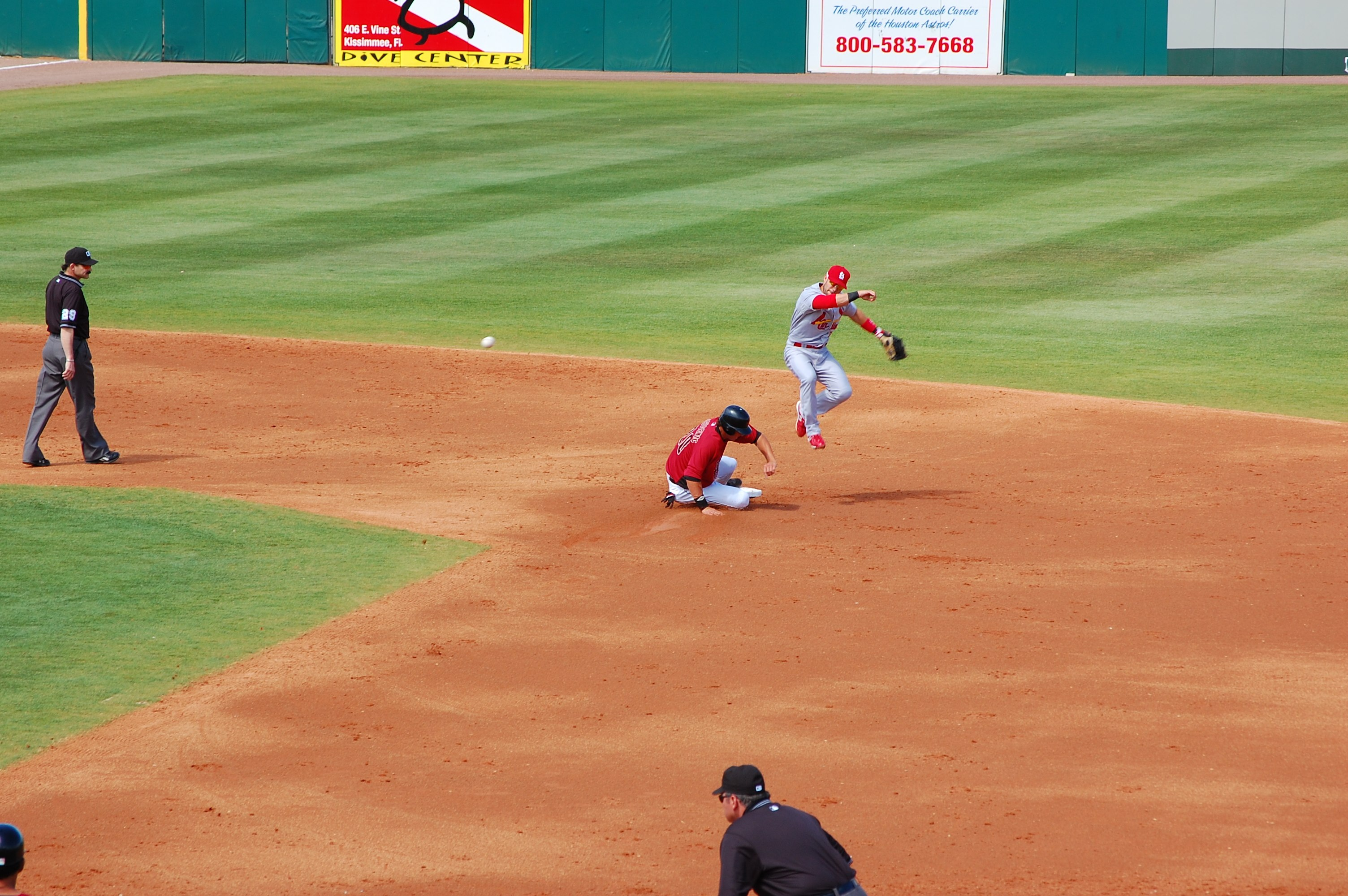
Skip Schumaker relaie la balle du deuxième but pour un double jeu.

Après avoir fait la navette entre Saint-Louis et les ligues mineures en 2005 et 2006, prenant part à un total de 55 matchs pour les Cards, il dispute 88 parties en 2007 au cours desquelles il maintient une moyenne au bâton de, 333. Il ne fait pas partie de l'effectif des Cardinals qui remporte la Série mondiale 2006. 

#### Saison 2008
En 2008, il devient le joueur de deuxième but régulier des Cards à la suite du départ d'Adam Kennedy. Il dispute 153 parties et frappe pour, 302 avec 163 coups sûrs, 8 circuits et 46 points produits, tous des sommets dans sa carrière. Le 26 juillet 2008 dans une victoire de 10-8 sur les Mets de New York, il frappe 6 coups sûrs. C'est le premier joueur des Cardinals à réaliser une telle performance depuis Terry Moore le 5 septembre 1935 contre les Braves de Boston. Son coéquipier Albert Pujols frappe quant à lui 5 coups sûrs dans cette rencontre face aux Mets. Les deux joueurs sont donc le premier duo des Cardinals à réussir au moins 5 coups sûrs chacun dans un même match depuis Charley Gelbert et Taylor Douthit (5 chacun) contre les Cubs de Chicago le 16 mai 1930.

#### Saison 2009
En 2009, Schumaker joue 153 matchs pour les champions de la division Centrale, haussant sa moyenne au bâton à, 303 avec 161 coups sûrs, 4 circuits et 35 points produits. Il fait sa première apparition en éliminatoires lors de la Série de division contre les Dodgers de Los Angeles et réussit deux coups sûrs en huit présences au bâton.

#### Saison 2010
En 2010, il frappe pour, 265 de moyenne au bâton avec 42 points produits.

#### Saison 2011

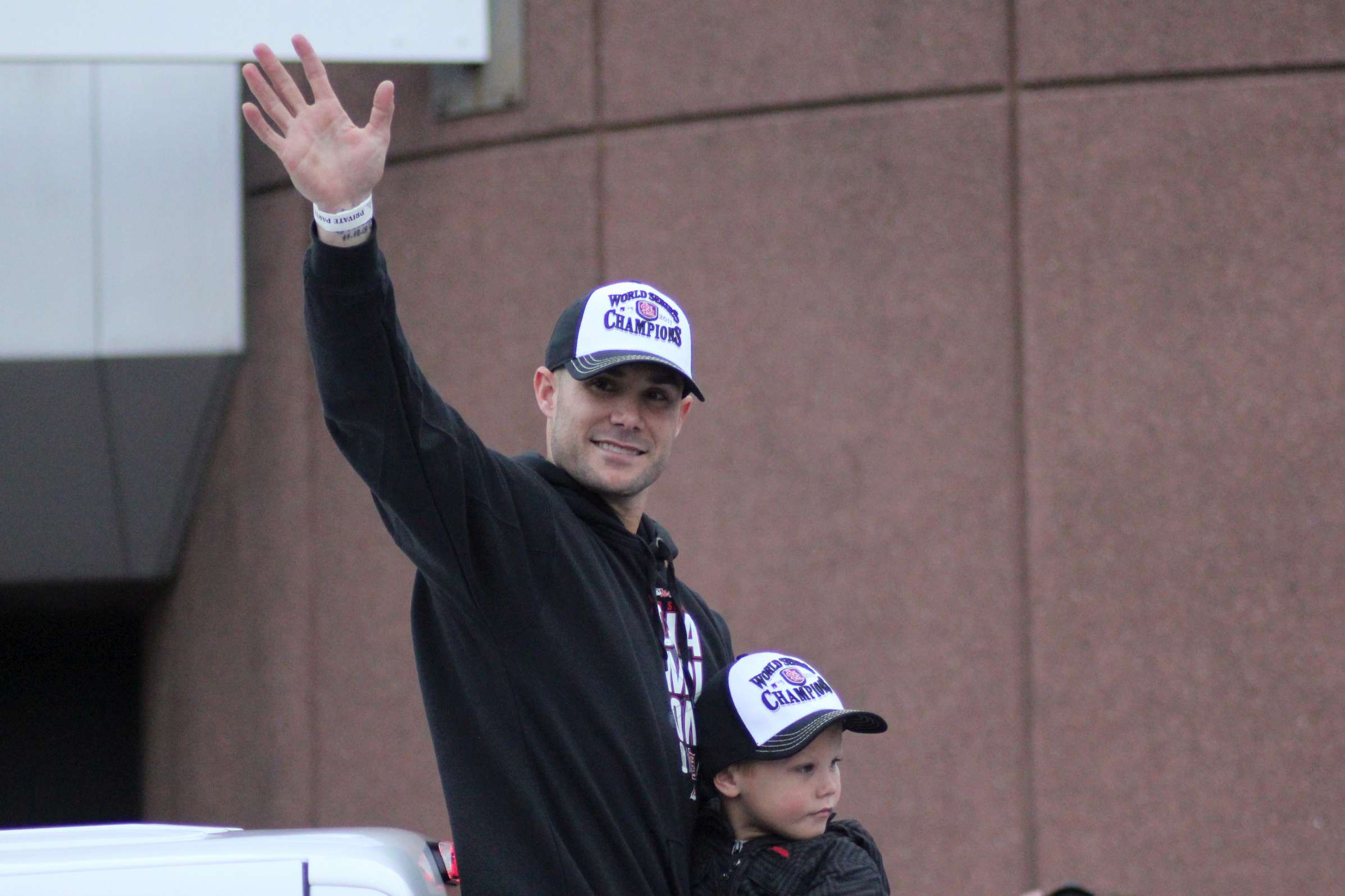
Schumaker dans le défilé des champions de la Série mondiale le 30 octobre 2011 à Saint-Louis.

En 2011, le joueur de deuxième but frappe pour, 283 en 117 parties avec 38 points produits. Le 23 août, dans une dégelée de 13-2 contre les Dodgers de Los Angeles, les Cards envoient Schumaker lancer une manche, chose rare pour un joueur de position. Il réussit à retirer sur des prises Trent Oeltjen et Blake Hawksworth, ce dernier pour mettre un terme à la 9e manche, mais accorde aussi un coup de circuit de deux points à Aaron Miles.
Dans les cinq parties de la Série de divisions entre les Cards et les Phillies de Philadelphie, Schumaker frappe pour, 600 de moyenne au bâton avec ses six coups sûrs en 10 présences au bâton. Il produit de plus trois points. Cependant, il ne peut jouer en Série de championnat en raison d'une blessure à l'oblique. Il reprend sa place dans l'alignement pour célébrer avec ses coéquipiers la conquête de la Série mondiale 2011 sur les Rangers du Texas.

#### Saison 2012
Le 12 décembre 2011, Schumaker accepte un nouveau contrat de deux ans avec les Cardinals. Il maintient une moyenne au bâton de, 276 avec un circuit et 28 points produits en 2012 pour Saint-Louis. Il n'obtient aucun coup sûr en neuf présences au bâton dans les séries éliminatoires qui marquent la fin de son séjour de huit saisons à Saint-Louis.

### Dodgers de Los Angeles

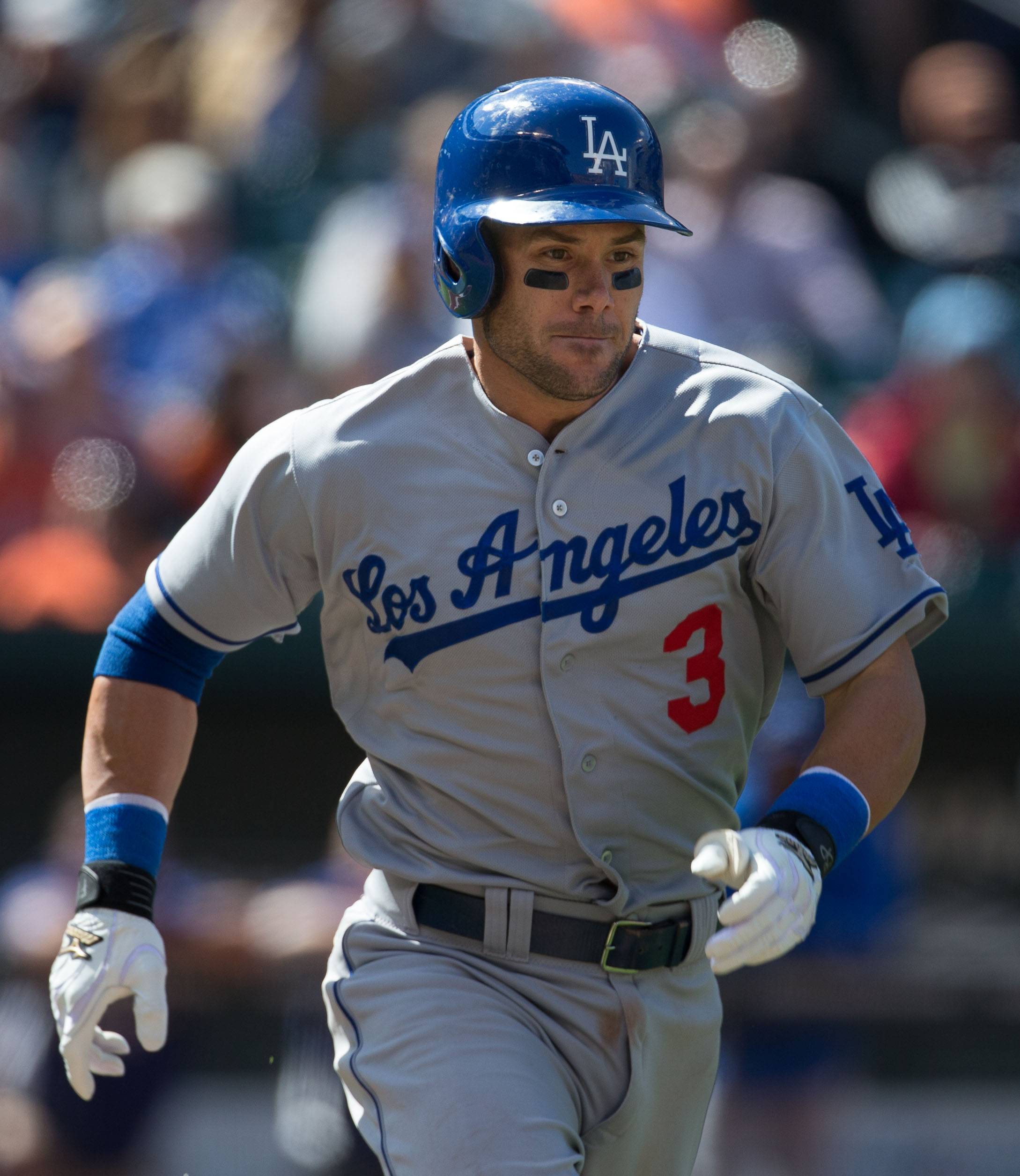
Schumaker en 2013 avec les Dodgers de Los Angeles.

#### Saison 2013
Le 12 décembre 2012, les Cardinals échangent Schumaker aux Dodgers de Los Angeles contre le joueur d'arrêt-court des ligues mineures Jake Lemmerman. 
Il frappe pour ,263 en 125 matchs de la saison 2013 des Dodgers. Il marque 31 points et en produit 30. En défensive, il alterne entre le champ extérieur et le deuxième but. Après avoir réussi 3 coups sûrs et produit 2 points en 4 matchs de Série de divisions face aux Braves d'Atlanta, il termine ses éliminatoires sur une moins bonne note en étant blanchi en six passages au bâton en Série de championnat contre son ancien club, Saint-Louis.

### Reds de Cincinnati
Le 26 novembre 2013, Schumaker signe un contrat de deux saisons avec les Reds de Cincinnati. 
Au cours de ces deux saisons, il frappe 3 circuits et récolte 43 points produits en 214 matchs des Reds. Sa moyenne au bâton, qui se situait à ,288 en 8 saisons à Saint-Louis, ne s'élève qu'à ,238 au cours de son passage à Cincinnati.
Le 8 février 2016, Schumaker signe un contrat des liuges mineures avec les Padres de San Diego mais il ne revient pas dans les majeures après la saison 2015.